# Arothron caeruleopunctatus
Arothron caeruleopunctatus és una espècie de peix de la família dels tetraodòntids i de l'ordre dels tetraodontiformes.

## Morfologia
- Els mascles poden assolir 80 cm de longitud total.[4]

## Hàbitat
És un peix marí, de clima tropical i associat als esculls de corall que viu entre 2-50 m de fondària.

## Distribució geogràfica
Es troba des de Reunió i les Maldives fins a Indonèsia, Papua Nova Guinea, el Mar del Corall i el Japó.

## Observacions
És inofensiu per als humans.